# Cheumatopsyche enigma
Cheumatopsyche enigma is een schietmot uit de familie Hydropsychidae. De soort komt voor in het Nearctisch gebied.